# Porcellio herculis
Porcellio herculis är en kräftdjursart som beskrevs av Karl Wilhelm Verhoeff1938. Porcellio herculis ingår i släktet Porcellio och familjen Porcellionidae. Inga underarter finns listade i Catalogue of Life.